# Marion (contea di Beaver)
Marion  è una township degli Stati Uniti d'America, nella contea di Beaver nello Stato della Pennsylvania. Secondo il censimento del 2000 la popolazione è di 940 abitanti.

## Società

### Evoluzione demografica
La composizione etnica vede una prevalenza della razza bianca (98,19%) seguita da quella afroamericana (0,64%), dati del 2000.
| township di Marion Popolazione |     |
| 2000                           | 940 |
| Stima al 2009                  | 884 |